# Project × Zone 2

Project X Zone 2, conocido en Japón como Project X Zone 2: Brave New World (プロジェクトＸゾーン２：ブレイブニューワールド Purojekuto Kurosu Zōn Tsū: Bureibu Nyū Wārudo?) es un videojuego crossover de RPG táctico creado por Monolith Soft y publicado por Bandai Namco para la consola portátil Nintendo 3DS. En este juego, al igual que su precuela, aparecen múltiples personajes de videojuegos pertenecientes a Namco, Capcom y Sega, pero en esta ocasión también aparecen 3 personajes pertenecientes al universo de Nintendo: Fiora (Xenoblade Chronicles), Lucina y Chrom (Fire Emblem: Awakening).

## Modo de juego
El juego es idéntico a su predecesor en mecánica, pudiendo controlar unidades pares junto con una unidad individual para atacar a ciertos enemigos que aparecen durante la recorrida

## Personajes
Varios personajes de la entrega anterior regresan, y por primera vez, hay equipos que combinan diferentes marcas
| Equipo                               | Juego/s de origen               | Compañía/s              |
| ------------------------------------ | ------------------------------- | ----------------------- |
| Reiji Arisu - Xiaomu                 | Namco x Capcom                  | Namco Bandai            |
| Jin Kazama - Kazuya Mishima          | Tekken                          | Namco Bandai            |
| Kite - Haseo                         | .hack                           | Namco Bandai            |
| Yuri Lowell - Flynn Scifo            | Tales of Vesperia               | Namco Bandai            |
| Ciel Alençon - Nana Kazuki           | God Eater 2                     | Namco Bandai            |
| KOS-MOS - Fiora                      | Xenosaga - Xenoblade Chronicles | Namco Bandai - Nintendo |
| Ryu - Ken Masters                    | Street Fighter                  | Capcom                  |
| Jill Valentine - Chris Redfield      | Resident Evil                   | Capcom                  |
| Morrigan Aensland - Demitri Maximoff | Darkstalkers                    | Capcom                  |
| Dante - Vergil                       | Devil May Cry                   | Capcom                  |
| X - Zero                             | Mega Man X                      | Capcom                  |
| Strider Hiryū - Hotsuma              | Strider - Shinobi               | Capcom - Sega           |
| Chun-Li - Ling Xiaoyu                | Street Fighter - Tekken         | Capcom - Namco Bandai   |
| Akira Yuki - Kage-Maru               | Virtua Fighter                  | Sega                    |
| Ichiro Ogami - Erica Fontaine        | Sakura Wars                     | Sega                    |
| Sakura Shinguji - Gemini Sunrise     | Sakura Wars                     | Sega                    |
| Kazuma Kiryu - Goro Majima           | Yakuza                          | Sega                    |
| Zephyr - Vashiron                    | Resonance of Fate               | Sega                    |
| Chrom - Lucina                       | Fire Emblem                     | Nintendo                |

| Peleador                      | Juego de origen                          | Compañía     |
| ----------------------------- | ---------------------------------------- | ------------ |
| Heihachi Mishima              | Tekken                                   | Namco Bandai |
| Natsu                         | Soulcalibur V                            | Namco Bandai |
| Aty                           | Summon Night 3                           | Namco Bandai |
| Valkyrie                      | Valkyrie no Bōken: Toki no Kagi Densetsu | Namco Bandai |
| Alisa I. Amiella              | God Eater                                | Namco Bandai |
| Estelisse S. Heurassein       | Tales of Vesperia                        | Namco Bandai |
| Captain Commando              | Captain Commando                         | Capcom       |
| Leon S. Kennedy               | Resident Evil                            | Capcom       |
| Felicia                       | Darkstalkers                             | Capcom       |
| Phoenix Wright (con Maya Fey) | Ace Attorney                             | Capcom       |
| June Lin Milliam              | Star Gladiator                           | Capcom       |
| Ingrid                        | Capcom Fighting Evolution                | Capcom       |
| Axel Stone                    | Streets of Rage                          | Sega         |
| Ulala                         | Space Channel 5                          | Sega         |
| Pai Chan                      | Virtua Fighter                           | Sega         |
| Hibana                        | Nightshade                               | Sega         |
| Leanne                        | Resonance of Fate                        | Sega         |
| Ryo Hazuki                    | Shenmue                                  | Sega         |
| Segata Sanshirō               | Anuncios de Sega Saturn                  | Sega         |